# Krempel
Krempel là một đô thị thuộc huyện Dithmarschen, trong bang Schleswig-Holstein, nước Đức. Đô thị Krempel có diện tích 4,83 km², dân số thời điểm 31 tháng 12 năm 2006 là 647 người.